# Hans Jørgen Darre
Hans Jørgen Darre, född den 27 september 1803, död den 11 mars 1874, var en norsk biskop. Han var son till Jacob Hersleb Darre och morfar till Lauritz Jenssen Dorenfeldt samt Hans Jørgen och Worm Darre-Jenssen.
Darre var 1849-60 biskop i Trondhjems stift och inlade därvid förtjänster om skolväsendet.